# KDDI MUSEUM
KDDI MUSEUM（ケーディディアイ ミュージアム）は、東京都多摩市鶴牧にあるKDDI株式会社の企業博物館と美術館である。
2020年12月1日に開館。日本の国際通信の歴史やKDDIの歴史、auブランドの歴代携帯電話の展示、体験コーナー、企画展、美術館などがある。KDDI株式会社の複合型研修宿泊施設「LINK FOREST」にある。
本館の開館前、KDDIは逓信総合博物館をNTT、NHK等とともに共同運営していたが、2001年に撤退していた。

## KDDI ART GALLERY
日本画、西洋絵画、ガラス工芸品などの美術館が併設されている。

## 利用案内
- 開館時間 ： 10：00～16：30（見学プランにより異なる）
- 入館料 ： 300円
- 休館日 ： 土・日・祝日、年末年始、当館が定める休館日
- 見学可能人数 ： 予約制で1名から可能

交通アクセス
- 京王多摩センター駅・小田急多摩センター駅・多摩都市モノレール多摩センター駅から徒歩10分
- 駐車場無し